# Oto Pustoslemšek
Oto Pustoslemšek, slovenski alpski smučar, * 18. marec 1943, Mežica
Pustoslemšek je za Jugoslavijo nastopil na Zimskih olimpijskih igrah 1964 v Innsbrucku, kjer je v smuku osvojil 62., v veleslalomu pa 67. mesto. V Slalomu je bil diskvalificiran.